# Glan (Pfalz)
 For alternative betydninger, se Glan. (Se også artikler, som begynder med Glan)
Glan er en flod i den tyske delstat Rheinland-Pfalz og en biflod til Nahe fra højre med en længde på 68 kilometer. Floden har sit udspring i Saarland nordvest for Homburg. Floden løber hovedsageligt nordover og munder ud i Nahe nær Bad Sobernheim.
Glan løber blandt andet gennem byerne Glan-Münchweiler, Lauterecken og Meisenheim.
Den keltiske rod i navnet stammer fra enten glann (skinnende) eller glen (u-dal).
49°23′29″N 7°16′33″Ø / 49.3914°N 7.2758°Ø